# Maurice Pefferkorn
Maurice Pefferkorn (Moreuil, 23 juillet 1884 - Paris, 8 août 1953) est un journaliste sportif et écrivain français. Il s'était spécialisé dans le football.
Il est ingénieur de formation, diplômé de l'Institut industriel du Nord (actuelle École centrale de Lille), promotion 1907. Il fut notamment chroniqueur sportif pour le journal nationaliste de droite Candide. On lui doit plusieurs ouvrages sur le football, les Jeux olympiques et le sport athlétique. Il est lauréat du Grand Prix de la littérature sportive.